# Caso Negreira
El Caso Negreira es una investigación realizada por la Agencia Tributaria de España para investigar una trama de corrupción deportiva que involucró al Fútbol Club Barcelona y a José María Enríquez Negreira, exárbitro de fútbol español y uno de los tres vicepresidentes del Comité Técnico de Árbitros  entre 1994 y 2018. El colegiado habría recibido unos pagos por un montante global de 8,4 millones de euros, acreditados por la Agencia Tributaria y la Fiscalía, mientras estaba en cumplimiento de sus funciones en el CTA. Esta investigación se hizo pública el 15 de febrero de 2023. 
La investigación la inició la Fiscalía en mayo de 2022 tras recibir un aviso de la Agencia Tributaria sobre los pagos del FC Barcelona a José María Enríquez Negreira que, presuntamente, no obedecían a ningún trabajo real. Negreira habría recibido un total de 8,4 millones entre 2001 y 2018 sin verse aumentado su patrimonio, y donde el exárbitro y colaboradores habrían retirado grandes sumas de dinero en efectivo. Negreira afirmó ante Hacienda que el club le pagaba para asegurarse arbitrajes “neutrales”, que no le perjudicasen en el terreno de juego.
Cuando Hacienda preguntó al FCB sobre esos pagos, respondió: «No se formalizó por escrito contrato con dicha empresa [Dasnil]. El club desconoce los detalles de la formalización del contrato verbal dado que deberíamos remontarnos a 2001. Es decir, las personas que debieron negociar dichos contratos no son ya empleadas del club». «Poco más puede decirse en cuanto, como se ha señalado, las personas que negociaron estos contratos ya no forman parte de la plantilla del club». Hacienda no encontró pruebas de que los pagos a Negreira influyeran en los resultados.
Una teoría esbozada por Hacienda en su informe, era que el dinero de los pagos se repartiría entre Negreira, Josep Contreras (propietario de la empresa Tresep a través de la cual se hicieron algunos pagos), y posiblemente personas vinculadas al FCB mediante sobresueldos de dinero negro.
El día 28 de septiembre de 2023 el juez Joaquín Aguirre, titular del juzgado de Instrucción número 1 de Barcelona, imputó al FCB en el Caso Negreira por delito de cohecho. También inició una investigación contra Enríquez Negreira y su hijo y los expresidentes azulgranas Josep María Bartomeu y Sandro Rosell. 

### Pagos
Según fuentes judiciales a El País, los pagos ascienden a 8,4 millones entre 2001 y 2018, abarcando 4 presidencias. Se han registrado pagos a 7 empresas distintas: Dasnil 95 SL, Nisdal SCP, Soccercam SLU, Estudio ATD, Tresep 2014 SL, Best Norton SL y Radamanto SL.
| Empresa        | Propietario                                           | Personas relacionadas      |
| -------------- | ----------------------------------------------------- | -------------------------- |
| Dasnil 95 SL   | Enríquez Negreira                                     |                            |
| Nisdal SCP     | Enríquez Negreira                                     |                            |
| Soccercam SLU  | Javier Enríquez al 95%. 5% restante Enríquez Negreira |                            |
| Estudio ATD    |                                                       | Javier Enríquez            |
| Tresep 2014 SL | Josep Contreras                                       |                            |
| Best Norton SL |                                                       | abogado de Josep Contreras |
| Radamanto SL   |                                                       | abogado de Josep Contreras |

Según la investigación, el hijo de Negreira, Javier Enríquez, facturaba al FCB a través de la empresa Tresep, propiedad del exdirectivo del Barcelona Josep Contreras Arjona (ya fallecido), que a cambio obtenía una comisión que podía llegar al 50% del importe.
Fuentes de la investigación sospechan que los pagos comenzaron antes, ya que la empresa Dasnil fue creada en 1995, un año después que Negreira se convirtiera en vicepresidente del comité de árbitros. Según las facturas a las que tuvo acceso el periódico El Mundo, Enríquez Negreira obsequió con estas cantidades recibidas del FC Barcelona a los árbitros de la Primera División con productos propios para el ejercicio del arbitraje, como mil quinientas tarjetas rojas y amarillas personalizadas con sus correspondientes porta tarjetas o cientos de monedas para sortear el campo también con la identificación de los receptores (concepto que se gastó en 2016 mientras era vicepresidente del Comité Técnico de Árbitros), así como otros artículos tales como jamones por importe de unos diez mil euros, de entradas para partidos de fútbol, palas de playa, sombrillas y bolsas enfriadoras.
A continuación se muestra el desglose de los presuntos pagos realizados.

#### Por temporada
| Fechas  | Cantidad acumulada sin IVA | Concepto                                                                                     | Proveedor    | Junta directiva                                                  |
| ------- | -------------------------- | -------------------------------------------------------------------------------------------- | ------------ | ---------------------------------------------------------------- |
| 2001/02 | 135.228                    |                                                                                              | DASNIL 95 SL | Joan Gaspart(23 de julio de 2000-13 de febrero de 2003)          |
| 2002/03 |                            |                                                                                              |              | Joan Gaspart(23 de julio de 2000-13 de febrero de 2003)          |
| 2003/04 |                            |                                                                                              | Soccercam    | Joan Laporta (15 de junio de 2003-30 de junio de 2010)           |
| 2004/05 |                            |                                                                                              | Soccercam    | Joan Laporta (15 de junio de 2003-30 de junio de 2010)           |
| 2005/06 | 152.186                    |                                                                                              | Nisdal SCP   | Joan Laporta (15 de junio de 2003-30 de junio de 2010)           |
| 2006/07 | 221.278                    |                                                                                              | Nisdal SCP   | Joan Laporta (15 de junio de 2003-30 de junio de 2010)           |
| 2007/08 | 243.659                    |                                                                                              | Nisdal SCP   | Joan Laporta (15 de junio de 2003-30 de junio de 2010)           |
| 2008/09 | 285.398                    |                                                                                              | Nisdal SCP   | Joan Laporta (15 de junio de 2003-30 de junio de 2010)           |
| 2009/10 | 573.398                    |                                                                                              | Nisdal SCP   | Joan Laporta (15 de junio de 2003-30 de junio de 2010)           |
| 2010/11 | 576.190                    |                                                                                              | Nisdal SCP   | Sandro Rosell (1 de julio de 2010-23 de enero de 2014)           |
| 2011/12 | 576.190                    |                                                                                              | Nisdal SCP   | Sandro Rosell (1 de julio de 2010-23 de enero de 2014)           |
| 2012/13 | 598.690                    |                                                                                              | Nisdal SCP   | Sandro Rosell (1 de julio de 2010-23 de enero de 2014)           |
| 2013/14 | 598.690                    |                                                                                              | Nisdal SCP   | Sandro Rosell (1 de julio de 2010-23 de enero de 2014)           |
| 2014/15 | 546.630                    | Asesoramiento de videos técnicos y grabación; grabación de partidos y visionados selecciones | Nisdal SCP   | Josep Maria Bartomeu (23 de enero de 2014-27 de octubre de 2020) |
| 2015/16 | 521.613                    | Asesoramiento de videos técnicos y grabación; grabación de partidos y visionados selecciones | Nisdal SCP   | Josep Maria Bartomeu (23 de enero de 2014-27 de octubre de 2020) |
| 2016/17 | 577.660                    | Asesoramiento de videos técnicos y grabación; grabación de partidos y visionados selecciones | DASNIL 95 SL | Josep Maria Bartomeu (23 de enero de 2014-27 de octubre de 2020) |
| 2017/18 | 549.525                    | Asesoramiento de videos técnicos y grabación; grabación de partidos y visionados selecciones | DASNIL 95 SL | Josep Maria Bartomeu (23 de enero de 2014-27 de octubre de 2020) |

#### Por año
| Fechas | Cantidad acumulada   | Concepto                                                                                     | Empresa      | Presidente del FC Barcelona                                     |
| ------ | -------------------- | -------------------------------------------------------------------------------------------- | ------------ | --------------------------------------------------------------- |
| 2001   | 163.625,56           |                                                                                              | DASNIL 95 SL | Joan Gaspart(23 de julio de 2000-13 de febrero de 2003)         |
| 2002   |                      |                                                                                              |              | Joan Gaspart(23 de julio de 2000-13 de febrero de 2003)         |
| 2003   | 135.456              |                                                                                              | SOCCERCAM    | Joan Gaspart(23 de julio de 2000-13 de febrero de 2003)         |
| 2004   | 67.6275              |                                                                                              | SOCCERCAM    | Joan Laporta(15 de junio de 2003-30 de junio de 2010)           |
| 2005   | 35.555               |                                                                                              | SOCCERCAM    | Joan Laporta(15 de junio de 2003-30 de junio de 2010)           |
| 2006   |                      |                                                                                              | Nisdal SCP   | Joan Laporta(15 de junio de 2003-30 de junio de 2010)           |
| 2007   |                      |                                                                                              | Nisdal SCP   | Joan Laporta(15 de junio de 2003-30 de junio de 2010)           |
| 2008   |                      |                                                                                              | Nisdal SCP   | Joan Laporta(15 de junio de 2003-30 de junio de 2010)           |
| 2009   | 575.000              |                                                                                              | Nisdal SCP   | Joan Laporta(15 de junio de 2003-30 de junio de 2010)           |
| 2010   |                      |                                                                                              | Nisdal SCP   | Joan Laporta(15 de junio de 2003-30 de junio de 2010)           |
| 2011   |                      |                                                                                              | Nisdal SCP   | Sandro Rosell(1 de julio de 2010-23 de enero de 2014)           |
| 2012   |                      |                                                                                              | Nisdal SCP   | Sandro Rosell(1 de julio de 2010-23 de enero de 2014)           |
| 2013   |                      |                                                                                              | Nisdal SCP   | Sandro Rosell(1 de julio de 2010-23 de enero de 2014)           |
| 2014   | 645.559,2            | Asesoramiento de videos técnicos y grabación; grabación de partidos y visionados selecciones | Nisdal SCP   | Sandro Rosell(1 de julio de 2010-23 de enero de 2014)           |
| 2015   | 640.970,98           | Asesoramiento de videos técnicos y grabación; grabación de partidos y visionados selecciones | Nisdal SCP   | Josep Maria Bartomeu(23 de enero de 2014-27 de octubre de 2020) |
| 2016   | 644.600,91 (con IVA) | Asesoramiento de videos técnicos y grabación; grabación de partidos y visionados selecciones | DASNIL 95 SL | Josep Maria Bartomeu(23 de enero de 2014-27 de octubre de 2020) |
| 2017   | 541.752              | Asesoramiento de videos técnicos y grabación; grabación de partidos y visionados selecciones | DASNIL 95 SL | Josep Maria Bartomeu(23 de enero de 2014-27 de octubre de 2020) |
| 2018   | 318.200              | Asesoramiento de videos técnicos y grabación; grabación de partidos y visionados selecciones | DASNIL 95 SL | Josep Maria Bartomeu(23 de enero de 2014-27 de octubre de 2020) |

### Servicios contratados
Según la Fiscalía, los servicios que podría haber contratado el FCB serían los siguientes:
1. Solicitar que el Comité de Competición, ente responsable de las sanciones disciplinarias a los jugadores, no estuviera compuesto íntegramente por jueces madrileños
2. Que el club dispusiera de un interlocutor con la RFEF;
3. Que Negreira recomendara qué tarjetas amarillas o expulsiones podrían ser recurridas tras algún partido e informar o avisar de cualquier visita institucional de la RFEF o del CTA.

1. Mantener informado al FCB de posibles intereses o desavenencias entre la RFEF y LaLiga.
2. Según un registro en la casa de Josep Contreras durante el caso Soule, el hijo de Negreira, Javier Enríquez, debía elaborar informes técnicos analizando actuaciones arbitrales[20]

Según el FCB se trataban de servicios de asesoramiento deportivo (scouting y asesoramiento arbitral) habituales en el sector del deporte profesional.

#### Asesoramiento verbal
Bartomeu declaró ante la policía a petición de la Fiscalía que los trabajos de Negreira se hicieron y que consistían en asesoramiento verbal acudiendo a las instalaciones del Barcelona a dar charlas a los empleados.

#### Informes técnicos

##### Enríquez Romero
En el sumario aparecen documentados informes desde 2012, y existen tres tipos de informes:
1. Informes personales de cada árbitro cuando pitaban al FCB por primera vez. Información general, perfil técnico arbitral, estadísticas, apuntes de partidos arbitrados al FCB donde se detallan qué errores cometió. Realizados por Javier Enríquez Romero, hijo de Negreira.
2. Informes partido a partido donde hay un minutaje del encuentro con todas las acciones arbitrales, valorando si favoreció o perjudicó al FCB. Partidos de Liga, Copa y Champions. Realizados por Javier Enríquez.
3. Informes de temporada analizando diferentes aspectos: errores en saques de banda, faltas bien pitadas, etc. Realizados por Javier Enríquez.

El FCB ha encontrado 629 informes de la época de 2014 a 2018. Laporta afirmó que los informes arbitrales los realizaba el hijo de Negreira. Sobre informes de su época de mandato, 2003-2010, Laporta afirmó que los informes se destruyen a los cinco años por quedarse obsoletos.
En la declaración del 21 de noviembre de 2022 a la Unidad de la Policía Nacional adscrita a la Fiscalía, el ex directivo del club catalán Albert Soler, quien fuera también secretario de Estado para el Deporte y presidente del Consejo Superior de Deportes durante el Gobierno del socialista José Luis Rodríguez Zapatero, sostuvo que los informes eran «un análisis más para la mejora del rendimiento del equipo. Igual que se analizaba al equipo contrario se analizaba la forma de arbitrar el árbitro que iba a pitar el partido». El director general de Deportes entre mayo de 2021 y enero de 2023 defendió que la relación entre el exvicepresidente del Comité de Árbitros y la entidad deportiva barcelonesa consistía en dichos informes, así como afirmó desconocer tanto el momento en que estos servicios comenzaron como el precio por el que se redactaban. No negó, sin embargo, relación con el hijo de Enríquez Negreira.
No son iguales todos los informes; los ofrecidos por Javier Enríquez, hijo de Enríquez Negreira, estaban tan detallados que hasta hacían referencias a los errores en las adjudicaciones de los saques de banda. Siempre los redactaba sobre los árbitros que se estrenasen con el club blaugrana, como lo demostró Marca al analizar los informes contenidos en el sumario de la causa. Además del análisis minucioso de las jugadas, se interpretaban los errores del árbitro en función de si estos habían beneficiado o perjudicado al FC Barcelona.
Publicó La Razón el 2 de mayo de 2023 que el hijo de Enríquez Negreira había llevado a cabo una exhaustiva evaluación de los árbitros, de sus aciertos y errores, para determinar si beneficiaban o perjudicaban al FC Barcelona. Entre los colegiados bien considerados se encontraba Del Cerro Grande, y entre los indeseables, Mateu Lahoz.

##### Enríquez Negreira
Libertad Digital publicó el 14 de marzo de 2023 dos informes proporcionados por Negreira al FC Barcelona en 2012 (directiva de Sandro Rosell), los cuales fueron incautados durante un registro domiciliario al ex directivo del FC Barcelona Josep Contreras, que formó parte de las directivas durante las presidencias de Josep Lluís Núñez, Joan Gaspart y Josep María Bartomeu.
La información de los informes proporcionaba: datos profesionales del árbitro, estadísticas en los partidos arbitrados al FC Barcelona y perfil personal. La extensión de estos informes arbitrales de Negreira es de entre 2 y 3 páginas y en ellos se hallan numerosas faltas ortográficas e imprecisiones discursivas.

## Reacciones a la investigación hecha pública

### FC Barcelona
El 15 de febrero, el mismo día que salieron las informaciones sobre la investigación en la Cadena Ser, a través de un comunicado del FC Barcelona, Joan Laporta informó que los servicios contratados a Negreira eran una práctica habitual en los clubes de fútbol profesionales. Estos servicios incluían informes técnicos en formato video referidos a jugadores de categorías inferiores del Estado español para la secretaría técnica del Club. Posteriormente se ampliaron estos servicios con informes técnicos relacionados con el arbitraje profesional a fin de complementar información requerida por el cuerpo técnico del primer equipo y del filial.
El 7 de marzo Laporta afirmó que el FCB nunca había comprado árbitros, y que hay una campaña para perjudicar los intereses del club y cambiar el modelo de propiedad de los socios a una sociedad anónima. Uno de los motivos de esa supuesta campaña es la negación del FCB al pacto con CVC y LaLiga, así como promover la implantación de la Superliga.
Arguyendo que se trataba de horadar la imagen del club, la entidad presentó a partir del 22 de marzo de 2023 varias demandas contra periodistas y medios de comunicación.

### Enríquez Negreira
José María Enríquez Negreira negó que existiera un trato de favor.Negreira declaró ante la justicia que el Futbol Club Barcelona le pagaba a él por Neutralidad

### Clubes de LaLiga
El 21 de febrero de 2023, diversos clubes de las dos primeras divisiones del fútbol español firmaron una declaración conjunta mostrando su preocupación ante el caso. Los primeros en acusar al club catalán de actuación ilegal fueron el Sevilla FC y el RCD Espanyol. El comunicado reza:

Reunida en el día de hoy la Comisión Delegada de LaLiga (compuesta por el Atlético de Madrid, Levante UD, Sevilla FC, Real Betis, Real Sociedad, Cádiz CF, Getafe CF, Villarreal CF, CD Tenerife, Deportivo Alavés, S.D. Eibar, U.D. Las Palmas, C.D. Lugo y S.D. Huesca) y tras hacer balance de todo lo acontecido en las Juntas de División, así como de la información publicada en los medios de comunicación, esta Comisión Delegada quiere manifestar:
LaLiga ha expuesto a todos los miembros de la Comisión Delegada las diferentes actuaciones que ha realizado y está realizando, entre las que se incluyen: un escrito a la Fiscalía como ayer anunció el presidente; comunicaciones con los datos e información que LaLiga considera pertinentes a diferentes organismos, españoles y europeos; y más actuaciones que en este momento LaLiga considera que no debe hacer públicas para no perjudicar la investigación.
En el día de ayer, durante las Junta de División, la mayoría de los Clubes de LaLiga expresaron su profunda preocupación por este caso, que consideran de máxima gravedad, por lo que la propuesta de una comunicación conjunta recibió el apoyo unánime de todos los clubes de LaLiga SmartBank y todos los clubes de LaLiga Santander a excepción de dos, quienes mostraron objeciones a ese comunicado conjunto por diferentes motivos.
LaLiga y su Comisión Delegada rechazan y repudian los hechos, y están profundamente preocupados y trabajando activamente por esclarecer cualquier irregularidad que se haya podido producir alrededor del caso Negreira, ya sea de carácter deportivo o de cualquier otra índole.
LaLiga está siguiendo muy de cerca este asunto y actuará con firmeza dentro de las competencias y límites que le permite la Ley.
La Comisión Delegada respalda firmemente las actuaciones de LaLiga atendiendo al trabajo demostrado y llevado a cabo durante estos años por preservar la integridad de la competición
Comisión Delegada de LaLiga

Como hubo adelantado el periódico El País, el Real Madrid, histórico rival del FC Barcelona, acordó en una junta de urgencia personarse como parte afectada en la causa, después de que el club madrileño no se sumase a la declaración conjunta del resto de equipos de la Liga Nacional de Fútbol Profesional. Después de que la Fiscalía concluyera el 10 de marzo de 2023 que el Barcelona había pagado, entre 2001 y 2018, cerca de siete millones de euros a José María Enríquez Negreira, entonces vicepresidente del Comité Técnico Arbitral (CTA), el Madrid convocó una junta de urgencia para el día siguiente. En su comunicado se dijo que «el club reitera su plena confianza en la acción de la justicia y ha acordado que, en defensa de sus legítimos intereses, se personará en el procedimiento en cuanto el juez lo abra a las partes perjudicadas».
En septiembre de 2023 la presidencia del Sevilla F.C. no participó en los actos protocolarios del partido que enfrentaba a ambos clubes en el estadio de Montjuic en espera que «sucesos como los supuestamente acaecidos no se repitan». El club catalán tras mostrar su «repulsa» por lo que consideraba «un ataque injustificado e impropio del Sevilla FC» y considerarlo «un ataque contra la institución catalana y una ofensa inaceptable», daba «por rotas todas las relaciones con la institución sevillista».

### Real Federación Española de Fútbol
La Real Federación Española de Fútbol se personó en el caso para colaborar en todo lo posible con la justicia, como así lo expresó un comunicado publicado ese día en el que también quedó constancia de que la UEFA ha sido informada de este caso por la federación nacional.

### Consejo Superior de Deportes
El CSD se personó como acusación particular el 10 de abril de 2023.

### Socios del FCB
La asociación barcelonista Un crit valent se ha personado como acusación particular en el Caso Negreira como parte perjudicada y ofendida por Negreira y sus sociedades. Se han adherido 85 socios. La asociación la preside el abogado Jordi Medina, precandidato a las elecciones a la presidencia del FCB en 2003 y 2006.

## Funciones de Negreira en el CTA
Su empresa fue la encargada de realizar vídeos para los seminarios técnicos, con seguimientos de los árbitros, jugadas, que se exponían en las sesiones técnicas arbitrales. Según gente dentro del CTA, no tenía influencia en las designaciones arbitrales, aunque no está probado.
Su hijo realizaba un asesoramiento de “Coaching” a los colegiados que estaban en Primera y Segunda División.
Según testimonio de distintos colegiados como José Luis González González, su papel era fundamental en la asignación de ascensos y descensos de categoría, por lo que puede considerarse que existía una relación con la proyección profesional y económica de los miembros del estamento arbitral.

## Acusación
El 24 de febrero de 2023 el árbitro de fútbol Xavier Estrada Fernández se querelló contra José María Enríquez Negreira y su hijo Javier por un supuesto delito de corrupción deportiva. Esta querella paralizaba la investigación de la Fiscalía.
El 10 de marzo de 2023 la Fiscalía interpuso una denuncia contra José María Enríquez Negreira, el Fútbol Club Barcelona, los expresidentes del Club Josep Maria Bartomeu y Sandro Rosell, y los exejecutivos Òscar Grau y Albert Soler. Posteriormente, el 14 de marzo el fiscal general del Estado, Álvaro García Ortiz, encargó a la Fiscalía Anticorrupción la dirección del caso «al tratarse de delitos relacionados con la corrupción de especial trascendencia». Ese mismo fin de semana, unos individuos cuyas identidades aún se desconoces violentaron el domicilio de la juez instructora y le sustrajeron dinero, joyas y otros objetos de valor. Se investiga si también robaron documentación o dispositivos.
La querella de Xavier Estrada Fernández y de la Fiscalía han sido aceptadas por la juez Silvia López Mejía, así como que la Liga sea acusación particular. De la misma manera, la magistrada traspasó este caso de la Policía Nacional a la Guardia Civil para que lleve a cabo  «las diligencias de investigación que sean necesarias para la averiguación de los hechos». La juez descartó en aquel momento, frente a lo que comentaron desde varios medios de comunicación, imputar al hijo de Negreira, Javier Enríquez, puesto que consideró que la dirección y gestión de la empresa DASNIL había corrido a cargo del colegiado y en su declaración ante Hacienda éste había asegurado que «nunca reveló a su hijo el acuerdo confidencial que mantenía con el Barça», y después de que la inspección fiscal hubiese comprobado que cobraba nóminas de DASNIL a pesar de que figuraba como gerente. La juez lo consideró un mero testaferro. En el auto, la juez destacó que la Agencia Tributaria abrió una inspección en 2019 que determinó que las facturas giradas por las empresas de Negreria NILSAD y DASNIL «no se correspondían con prestaciones de servicios» y señaló que «faltaban pruebas» que acreditaran que la actividad se desarrolló.

### Acusados

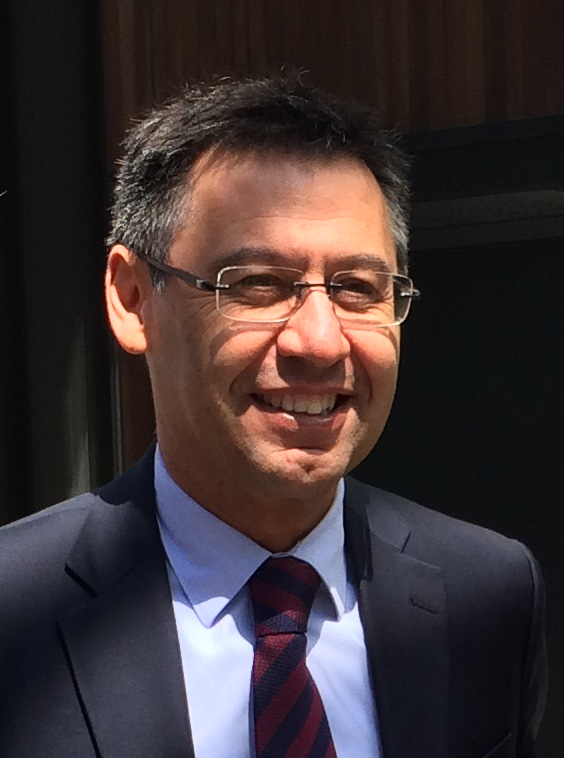
Bartomeu en 2015

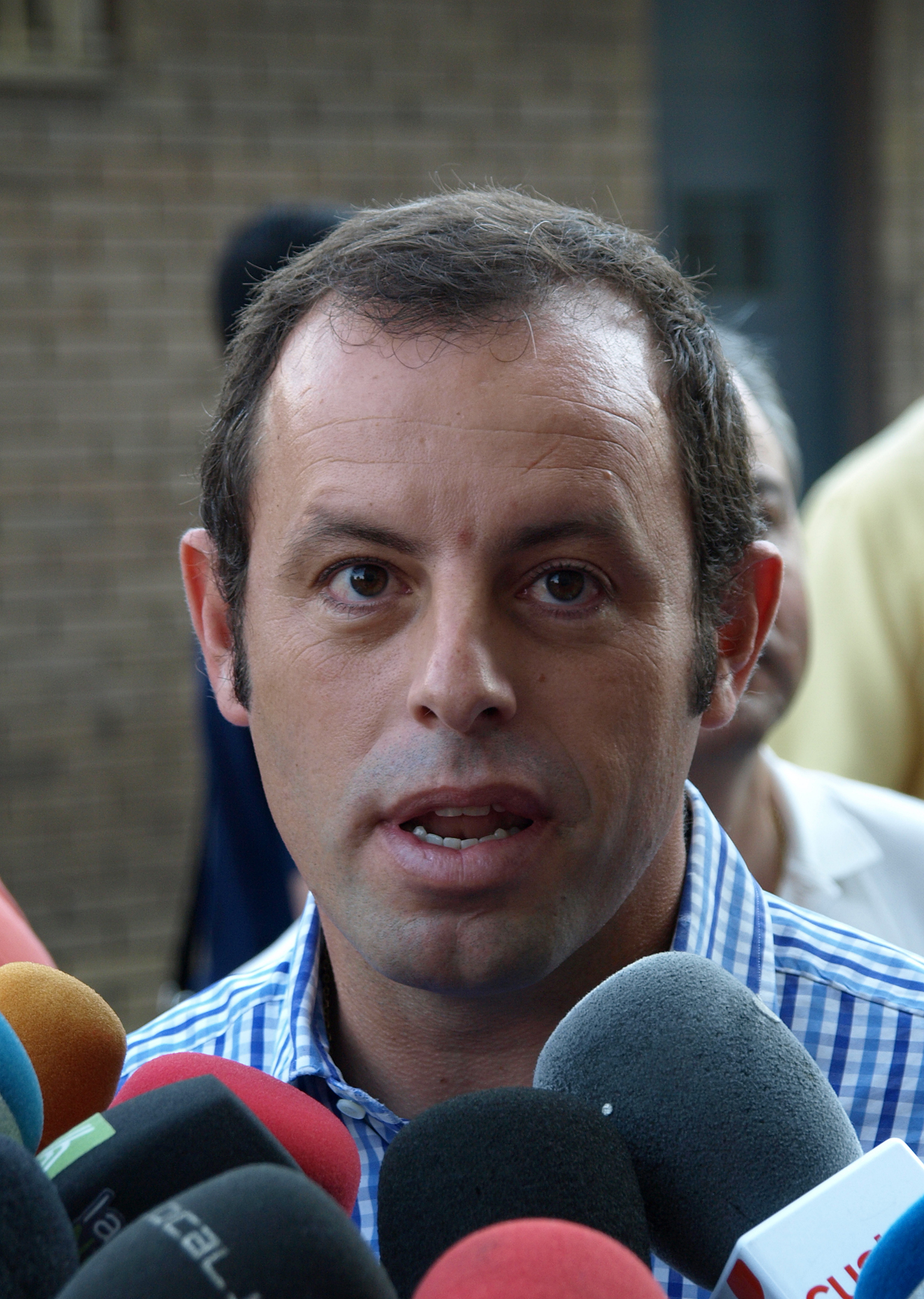
Sandro Rosell en 2008

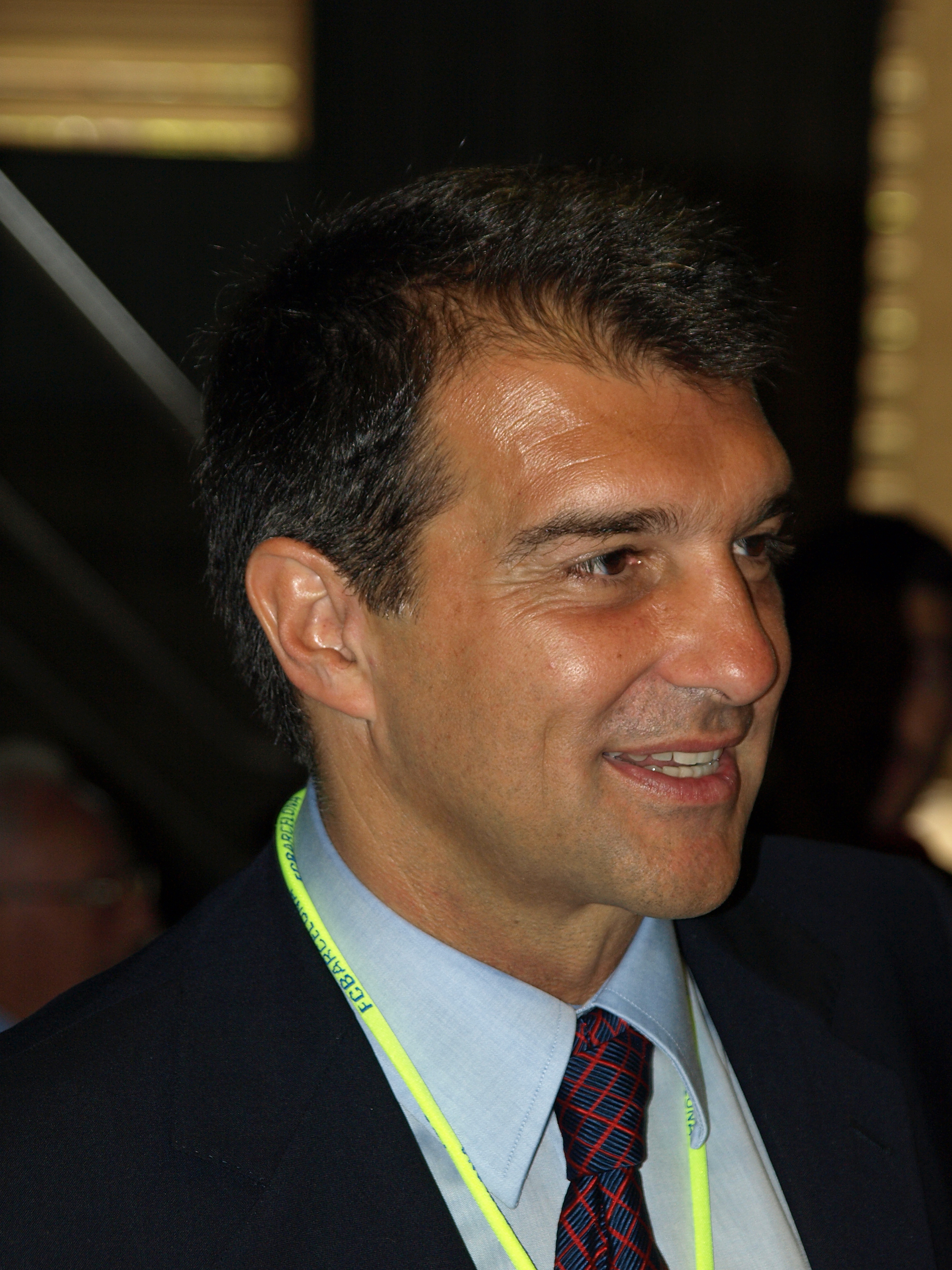
Joan Laporta en 2008

- José María Enríquez Negreira: La acusación le atribuye un delito continuado de corrupción entre particulares en el ámbito deportivo y otro continuado de falsedad en documento mercantil. Hasta 7 años de prisión.
- Javier Enríquez Romero[53]
- Josep Maria Bartomeu (presidente del FCB enero 2014 a octubre de 2020): Se le atribuye el delito de corrupción entre particulares en el ámbito deportivo, falsedad y administración desleal. Hasta 10 años de prisión.
- Sandro Rosell (presidente del FCB julio 2010 a enero de 2014): Se le atribuye corrupción entre particulares en el ámbito deportivo y administración desleal. Hasta 7 años de prisión.
- Óscar Grau (director ejecutivo del FCB 2016-2021): Se le atribuye corrupción entre particulares en el ámbito deportivo, administración desleal y falsedad documental. Hasta 10 años de prisión.
- Albert Soler (ejecutivo del FCB 2014-2021): Se le atribuye corrupción entre particulares en el ámbito deportivo, administración desleal y falsedad documental. Hasta 10 años de prisión.
- FCB:  Como persona jurídica se le imputa el delito de corrupción entre particulares en el ámbito deportivo. Se le puede imponer multas, suspensión de las actividades de la sociedad por un periodo no superior a cinco años, o su disolución.[54]

A los expresidentes Joan Gaspart y Joan Laporta la Fiscalía pide que declaren como testigos en lugar de investigados porque los presuntos delitos durante la época de mandato investigada estarían prescritos.

### Testigos
La Fiscalía ha solicitado la declaración en calidad de testigos de los ex entrenadores del FC Barcelona Luis Enrique (2014-2017) y Ernesto Valverde (2017-2020), y de los expresidentes Joan Gaspart, Joan Laporta, y Sandro Rosell.

## Legislación y normativa aplicable

### Consecuencias deportivas al FCB

#### Ley del Deporte del 2022
Tras la modificación del 22 de diciembre de 2022 supervisada por Albert Soler (exdirectivo del FC Barcelona) poco antes de estallar el caso Negreira, según el artículo 112, las sanciones muy graves prescriben a los tres años, por tanto el FCB no recibiría sanción en el caso de demostrarse los hechos que denuncia la Fiscalía ya que acabaron en 2018.

#### Código Disciplinario de la RFEF
Las sanciones muy graves prescriben a los tres años (Ley del Deporte, modificada el 22 de diciembre de 2022 bajo la supervisión de Albert Soler), por tanto el FCB no recibiría sanción en el caso de demostrarse los hechos que denuncia la Fiscalía ya que acabaron en 2018.

#### UEFA
La UEFA en su artículo 4.2 el Reglamento de la Liga de Campeones de la UEFA establece:

Si, sobre la base de todas las circunstancias de hecho y de la información de que dispone, la UEFA concluye a su entera satisfacción que un club ha estado implicado directa y/o indirectamente, desde la entrada en vigor del apartado 3 del artículo 50 de los Estatutos de la UEFA, es decir, el 27 de abril de 2007, en cualquier actividad dirigida a organizar o influir en el resultado de un partido a nivel nacional o internacional, la UEFA declarará a dicho club no elegible para participar en la competición. Dicha inelegibilidad sólo será efectiva durante una temporada futbolística. Al tomar su decisión, la UEFA puede basarse en una decisión de un organismo deportivo nacional o internacional, de un tribunal arbitral o de un tribunal estatal, pero no está obligada a ello. La UEFA puede abstenerse de declarar a un club no elegible para participar en la competición si está convencida de que el impacto de una decisión tomada en relación con las mismas circunstancias de hecho por un organismo deportivo nacional o internacional, tribunal arbitral o tribunal estatal ya ha tenido el efecto de impedir que ese club participe en una competición de clubes de la UEFA.
artículo 4.2 el Reglamento de la Liga de Campeones de la UEFA

La UEFA ha abierto un expediente disciplinario para estudiar el caso del FCB.

### Consecuencias penales
Según el Código Penal de España, las penas que afrontarían los investigados en una sentencia condenatoria de los delitos investigados son:
- Delito continuado de corrupción entre particulares en el ámbito deportivo: penas de prisión de entre 6 meses y 4 años de cárcel
- Administración desleal si se demuestran que los pagos fueron inexistentes: hasta 3 años de cárcel
- Falsedad en documento mercantil: penas de prisión de 6 meses a 3 años y multa al que lo cometa en documento público, oficial o mercantil

Los delitos prescriben a los 5 años, sin embargo los delitos continuados prescriben a los 10 años. Por eso se puede investigar también al expresidente Sandro Rosell pero no a Joan Laporta ni Joan Gaspart.